# Micrantheum demissum
Micrantheum demissum là một loài thực vật có hoa trong họ Picrodendraceae. Loài này được F.Muell. mô tả khoa học đầu tiên năm 1890.